# 永野重雄
永野重雄（日语：永野重雄/ながの しげお，1900年7月15日—1984年5月4日），日本财界巨头，曾任新日本制铁会长、经济同友会常务秘书长、日本商工会议所会长。与小林中、水野成夫、櫻田武并称为“财界四大天王”。

## 生平
1900年，出生。
1924年，毕业于东京帝国大学法学部。
1925年，就职富士制钢公司。
1934年，任日本制铁公司购买部长。
1947年，任日本内阁经济安定本部副长官。
1948年，任日本制铁公司常务董事。
1950年，任富士制铁公司总经理。
1958年，任东海制铁公司总经理。
1963年，任日本钢铁联盟会长。
1965年，任日本钢铁联盟名誉会长。
1969年，任日本商工会议所会长。
1970年，任新日本制铁公司董事长。
1973年，任新日本制铁公司名誉董事长。
1984年，去世。